# 长春世界雕塑公园
43°49′13″N 125°19′34″E / 43.8204°N 125.3260°E

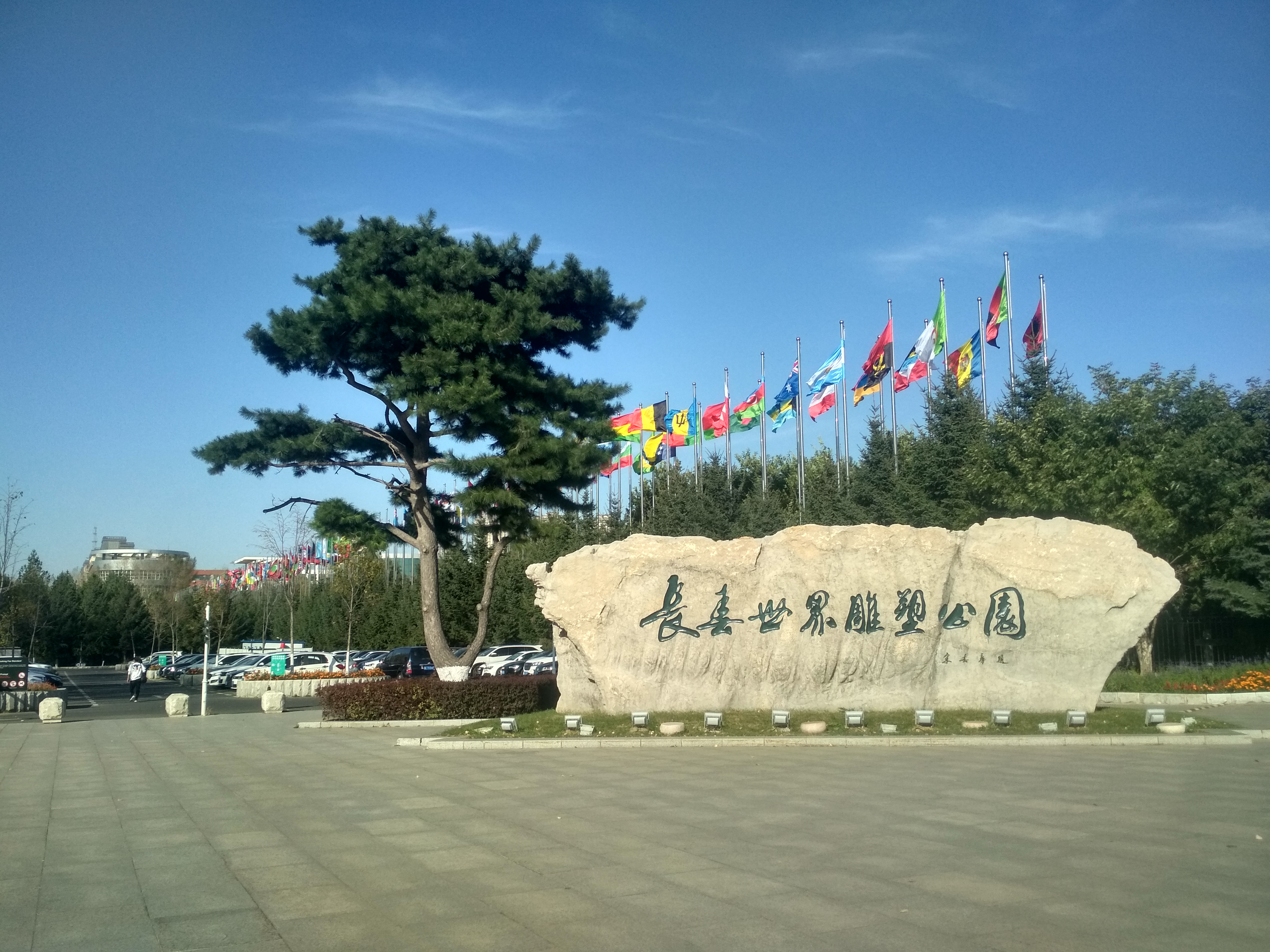
长春世界雕塑公园门口

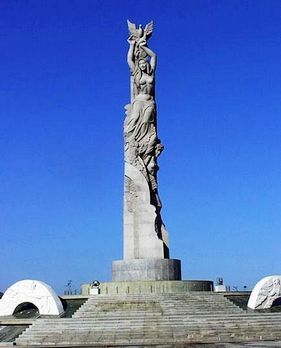
长春世界雕塑公园主题雕塑塔

长春世界雕塑公园座落于吉林省长春市南关区人民大街9518号，是一座集东西方雕塑艺术与自然山水为一体的雕塑主题公园，是中华人民共和国建设部公布的第一批20个国家重点公园之一。2017年，长春世界雕塑公园景区被评为国家5A级旅游景区。

## 景区布局
长春雕塑艺术馆，建筑面积12500平方米，依坡地而建，造型独特，2003年对外开放。馆内设有展厅、报告厅、多功能厅、会议室、创作室等，可满足展览、交流、创作、教学等多层次需要，也是各类活动的极佳举办地。馆中馆“彭祖述艺术馆”“3D艺术体验馆”以及雕塑园（馆）国际联盟展馆等，各具特色，精彩纷呈。
松山韩蓉非洲艺术收藏博物馆，建筑面积5640平方米，由中国工程院院士、著名建筑大师何镜堂先生设计，2011年9月1日对开放，目前设有“艺术非洲”“魅力非洲”“黑色非洲”三大展厅。馆内收藏了来自坦桑尼亚、马拉维、赞比亚等非洲国家的8491件雕刻和绘画等艺术作品，较完整地记录了近50年非洲东部的现代艺术进程，是我国非洲马孔德木雕艺术的集结地，也是目前我国收藏马孔德木雕数量最多、品种最全、艺术水平最高的博物馆。马孔德木雕体现着谜一样的独特性，以其辉煌的艺术成就在现代艺术殿堂占有一席之地，以朴实简洁的风格、丰富的想象力、强烈的表现力，越来越引起世人的瞩目和喜爱。
魏小明艺术馆位于园区西北角，2016年秋季落成开放。其建筑面积约3500平方米，由雕塑展厅、绘画手稿陈列室、艺术家工作室、阳光房、艺术沙龙及室外雕塑花园等部分组成。此馆永久展出雕塑家魏小明的雕塑作品232件，版画、插图、水彩、素描、油画及设计手稿178件，几乎囊括了魏小明自上世纪80年代以来的全部艺术作品，并且会继续收藏魏小明的所有作品。魏小明是我国著名雕塑家、版画家，清华大学美术学院教授，北京市美术家协会副主席。曾赴奥地利维也纳美术学院学习，并荣获奥地利国家文化科研部授予的“杰出艺术贡献奖”。其作品在目前艺术品拍卖市场上很受欢迎。
长春雕塑博物馆位于园区东南角，是目前国内最大的雕塑博物馆，建筑面积18000平方米，由中国工程院院士、著名建筑大师程泰宁设计。依照“经天纬地、雕刻时光”的设计理念，整体建筑如同巨石破土而出，强烈而厚重。作为长春沟通世界雕塑文化的重要基地，长春雕塑博物馆集雕塑收藏、展览陈列、交流研究、教学创作等功能于一体，为提高市民的文化修养，传播知识，陶冶性情提供了丰富的载体。目前该馆包含“文化•城市——长春城市雕塑建设纪实”成就展、“春华秋实”曹春生雕塑艺术馆、王克庆艺术博物馆、希腊雕塑艺术馆以及其他馆藏作品。
雕塑体验馆位于园区中部，建筑面积492.9平方米，占地面积2000余平方米，是园区的功能设施配套中心。专业级1600立方米沙雕场、160平方米的陶艺馆以及特色美食坊，使这里成为景区夏季人气最高的地方。

## 特色
长春世界雕塑公园始建于2001年，2003年9月正式对外开放。公园总占地面积92公顷，园内地形起伏，11公顷湖水更添灵气。公园以自然山水与人文景观相结合为特色、以“友谊·和平·春天”为主题、以东西方文化艺术相融合为理念，别具神韵与风采。
完美体现“友谊·和平·春天”的主题雕塑塔，由国内著名雕塑大师叶毓山、潘鹤、程允贤、王克庆、曹春生共同创作完成。塔高29.5米，由少女、鲜花与和平鸽组成，周围环绕着反映五大洲民族风情的五组铸铜人物雕像和汉白玉浮雕，造型精美，气势壮观，荣获第三届全国城市雕塑建设成就展优秀作品奖。
位于园中的长春雕塑艺术馆建筑面积达12500平方米，馆内设有特色展区，现藏有数百件神奇的非洲马孔德木雕和中外著名雕塑家的大批雕塑精品。
长春世界雕塑公园以其作品数量之多，艺术风格之广，作品艺术水平之高驰名于世， 现已拥有来自130多个国家、300多位雕塑家的340多件雕塑作品。有反映玛骓文化、爱斯基摩人文化、毛利人文化的代表作，也有标志印欧文化、非洲文化、拉美文化、东方文化的精品，充分体现了国家、民族、地域的特点，而且材质丰富、风格迥异，堪称世界一流。

## 经典作品
- 程允贤的《铁马金戈》
- 陈云岗的《大江东去》
- 法国雕塑大师罗丹的《思想者》
- 德国雕塑家迈希亚斯的《平安》
- 非洲马孔德木雕
- 《飞翔》
- 《观察家》
- 《尼罗河》
- 《春之爱》
- 《海花》
- 《盘古》